# 개운역
개운역(Gaeun station, 開雲驛)은 전라남도 순천시 서면 구만리에 위치한 전라선의 역이다.

## 연혁
- 1936년 12월 16일 : 전라남도 순천군 서면 학구리에서 학구역(鶴九驛)으로 영업 개시
- 1975년 5월 16일 : 수, 소화물 취급 중지
- 1999년 2월 25일 : 전라선 복선 전철화로 현재 위치로 역사를 이전하며 구만역(九萬驛)으로 역명 변경[1]
- 2000년 1월 1일 : 개운역으로 역명 변경
- 2004년 7월 15일 : 여객 취급 중지
- 2004년 9월 1일 : 화물 취급 중지
- 2004년 12월 10일 : 무배치간이역으로 격하[2] 철도승차권 단말기 철거

## 사진

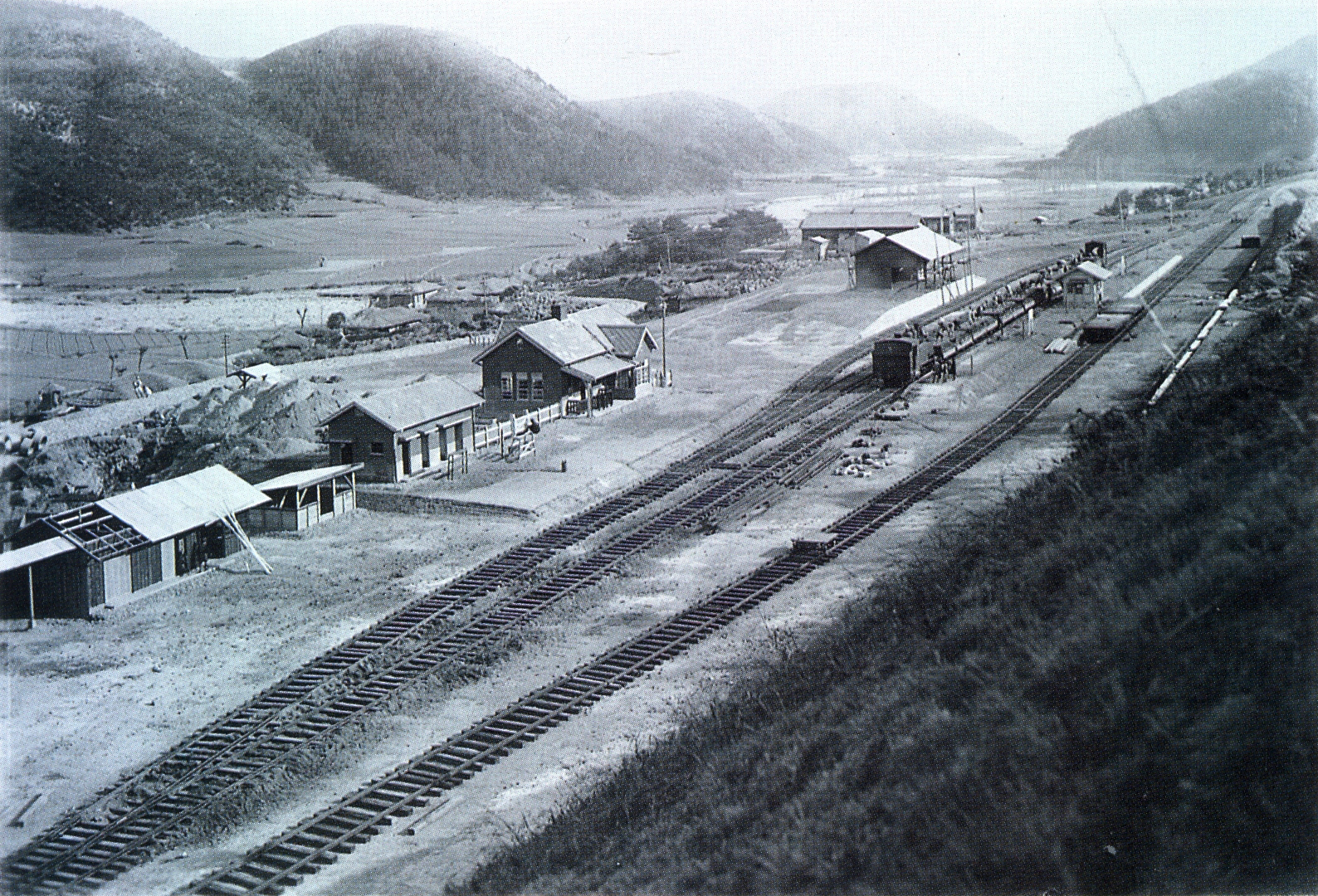
1936년의 모습